# Haroldo de Campos
Haroldo Eurico Browne de Campos (São Paulo, 19 de agosto de 1929-16 de agosto de 2003) fue un poeta, crítico y traductor brasileño. 

## Biografía
Realizó sus estudios secundarios en el Colégio São Bento, donde aprendió latín, inglés, español y francés. Ingresó en la Facultad de Derecho de la Universidad de São Paulo. Su primer libro, Auto do Possesso, se publicó en 1950, cuando, al lado de Décio Pignatari, participaba en el Club de Poesía. 
En 1952, Décio, Haroldo y su hermano Augusto de Campos rompieron con el Club de Poesía por divergencias con el conservadurismo predominante entre los poetas conocidos como la Generación del 45. Fundaron el grupo Noigandres, pasando a publicar los poemas en la revista homónima. En los años siguientes defendieron las tesis que llevarían a los tres a inaugurar en 1956 el movimiento concretista, al cual se mantuvo vinculado hasta 1963, cuando comenzó un proyecto personal centrando su atención en el libro-poema Galáxias.
Haroldo de Campos se doctoró en Filosofía, Letras y Ciencias Humanas, bajo la supervisión y orientación de António Cândido, habiendo sido profesor de la Pontificia Universidad Católica de São Paulo, así como de la Universidad de Texas, en Austin, Estados Unidos. 
Tradujo al portugués poemas de autores como Homero, Dante, Mallarmé, Goethe, Mayakovski, además de textos bíblicos, como el Génesis y el Eclesiastés. Publicó numerosos ensayos de teoría literaria, entre ellos A arte no horizonte do provável (1969).
La obra poética y crítica de Haroldo de Campos ha tenido una amplia recepción en España y en Hispanoamérica. Sus poemas y ensayos fueron traducidos ya en los años sesenta en publicaciones como Revista de Cultura Brasileña (Madrid), dirigida por Ángel Crespo, y más tarde en Espiral/Revista (Madrid), dirigida por Julián Ríos, y Syntaxis (Santa Cruz de Tenerife), dirigida por Andrés Sánchez Robayna, formando parte del Consejo Asesor de estas dos últimas, así como en numerosas antologías de poesía de vanguardia publicadas en Madrid, Buenos Aires, Lima, etc. La revista hispano-portuguesa Espacio/Espaço Escrito (Badajoz) le dedicó en 2002 (núms. 21-22) una entrega monográfica, con textos de Nelson Ascher, Alcino Leite Neto, Octavio Paz, K.D. Jackson, Jacques Derrida, Jacques Roubaud, Horacio Costa, Eduardo Milán, Marjorie Perloff y el propio homenajeado, bajo la coordinación de A. Sánchez Robayna. Entre sus libros traducidos al español figuran los siguientes:
- Concretismo, Lima, Centro de Estudios Brasileños, 1978.
- De Noigandres 1, trad. de A. Cisneros, Centro de Estudios Brasileños, 1978. (2.ª ed., 1983).
- Transideraciones (antología poética), ed. de E. Milán y M. Ulacia, México, El Tucán de Virginia, 1987. (2.ª ed., ampliada, 2000.)
- La educación de los cinco sentidos, ed. bilingüe, trad. de A. Sánchez Robayna, Barcelona, Àmbit, 1990.
- Finismundo: el último viaje, ed. bilingüe, trad. de A. Sánchez Robayna, Málaga, Newman, 1992.
- Yûgen. Cuaderno japonés, trad. de A. Sánchez Robayna, Santa Cruz de Tenerife, Syntaxis, 1993.
- De la razón antropofágica y otros ensayos, ed. Rodolfo Mata, México, siglo XXI, 2000.
- Brasil transamericano, trad. de A. Sato, Buenos Aires, El Cuenco de Plata, 2004.
- Del arco iris blanco. Ensayos de literatura y cultura, trad. de A. Sato, Buenos Aires, Adriana Hidalgo Editora, 2006.
- Crisantiempo (en el espacio curvo nace un), trad. de A. Sánchez Robayna, Barcelona, Acantilado, 2006.
- Hambre de forma. Antología poética, ed. de A. Fisher, varios traductores, Madrid, Veintisiete Letras, 2009.
- Galaxias, trad. de R. Jiménez, Montevideo, La Flauta Mágica, 2010. (2.ª ed., México, Libros Magenta, 2011.)
- Entremilenios, trad. de A. Fisher, Madrid, Amargord, 2013.
- Ideograma. Lógica. Poesía. Lenguaje, trad. de A. Sato, Buenos Aires, Gog y Magog Ediciones, 2019. 
- Transcreación. La práctica del traducir, trad. de Reynaldo Jiménez, Madrid, Libros de la Resistencia, 2023.

## Obras poéticas principales
- Auto do possesso (1950)
- Servidão de passagem (1962)
- Xadrez de estrelas (1976)
- Signância: Quase Céu (1979)
- Galáxias (1984)
- A educação dos cinco sentidos (1985)
- Crisantempo: no espaço curvo nasce um (1998)
- A máquina do mundo repensada (2001)
- Entremilênios (2009)

## Premios y homenajes
- Fue ganador del Premio Octavio Paz de Poesía y Ensayo, en México (1999).
- En ese mismo año, las Universidades de Yale y de Oxford organizaron conferencias sobre su obra en conmemoración de sus setenta años.
- Fue galardonado con el Premio Jabuti en 1991, 1993, 1994, 1999 y 2002.